# Ehebruch
Als Ehebruch wird allgemein der Geschlechtsverkehr eines Ehegatten mit einer dritten Person bezeichnet, der ohne Einwilligung des anderen Ehegatten erfolgt.
In der Rechtssprache wird Ehebruch heute verwendet im Sinne eines Vertragsbruchs, während in der Sozialpsychologie die Bezeichnungen Seitensprung oder Fremdgehen üblich sind.
In der Rechtssprache wird unter Ehebruch nur der Beischlaf (Vaginalverkehr zwischen Mann und Frau) verstanden. Dennoch gelten auch andere sexuelle Handlungen einer verheirateten mit einer dritten Person als Verstoß gegen die ehelichen Pflichten.
Ehebruch ist in der Bundesrepublik Deutschland seit 1969 nicht mehr strafbar, in Österreich seit 1977, in der Schweiz seit 1989.
Vor allem in Gesellschaften mit vaterrechtlichen Gesellschaftsordnungen wird der Ehebruch einer Ehefrau streng bestraft. In mutterrechtlichen Gesellschaften gilt der Ehebruch meist als geringes Delikt, weil der biologischen Vaterschaft nur wenig soziale Bedeutung beigemessen wird. In derselben Gesellschaft können unterschiedliche, teilweise sogar sich gegenseitig ausschließende Konzepte des Ehebruchs vorkommen. Trotz mitunter sehr schwerer Strafen kommen Seitensprünge in allen von Anthropologen untersuchten Gesellschaften vor. Aus einer persönlichen Einstellung zum Sachverhalt eines Ehebruchs (oder Seitensprungs) lässt sich nicht auf ein Bekenntnis zur Monogamie (Einehe) und gegen Polygamie (Mehrehe) schließen.

## Ehebruch in ausgewählten Kulturen

### Im antiken Athen
Vom antiken Athen sind humoristisch übertriebene Schilderungen von Aristophanes verbreitet, die nicht der Realität entsprechen. So wird unter Berufung auf diesen von der Rettichstrafe erzählt. Tatsächlich konnten Hausherren jeden mit einer Frau ihrer Familie außerehelich ertappten Mann sofort straflos töten oder dessen Todesstrafe einklagen. Ehebrechende Ehefrauen wurden aus der Familie verstoßen und von religiösen Zeremonien ausgeschlossen. Dagegen war der Umgang von Ehemännern mit unverheirateten Frauen gesellschaftlich akzeptiert. Die Konventionen sollten lediglich Kuckuckskinder vermeiden.
Die griechische Mythologie erzählt vom fortgesetzten Ehebruch durch Aphrodite und Ares, aus dem mehrere gemeinsame Kinder hervorgegangen seien. Homer schrieb über die Aufdeckung dieses Ehebruchs durch den Ehemann Hephaistos und das folgende, aus späterer Sicht schwer nachvollziehbare Homerische Gelächter.

### Im antiken Rom und im rezipierten römischen Recht Europas

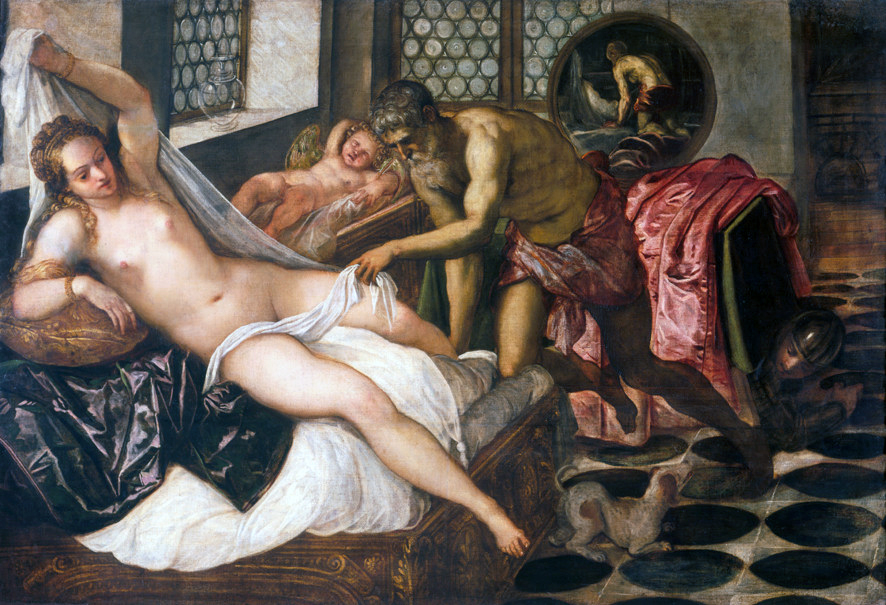
Vulcanus überrascht Venus und Mars beim Ehebruch auf einem Gemälde von Jacopo Tintoretto aus dem 16. Jahrhundert

Im römischen Recht galt seit 18 v. Chr. die lex Iulia de adulteriis, ein unter Augustus erlassenes Gesetz, das seinerseits ältere Normen der Selbsthilfe regulierte und kodifizierte. Durch die lex wurde die Feststellung des Ehebruchs und die Bestrafung der Schuldigen zu einem wesentlichen Teil der hausgerichtlichen Rechtsprechung der betroffenen Familie entzogen und öffentlich geregelt. Ergänzt wurde dieses Gesetz im römischen und später im byzantinischen Reich durch Erlasse aus dem 2. bis 6. Jahrhundert. In dieser ergänzten Form steht es im Corpus Iuris Civilis und hat bis in die Neuzeit Einfluss auf das europäische Eherecht ausgeübt.
Danach hatte der Mann gegenüber der Frau die stärkere Rechtsposition. Er war verpflichtet, sich von seiner Frau zu trennen und innerhalb von zwei Monaten öffentliche Anklage gegen sie und den Liebhaber wegen Ehebruchs zu erheben. Wurde die Klageerhebung unterlassen, lief der Ehemann Gefahr, selbst wegen Kuppelei (lenocinium) belangt zu werden. Dann konnte die Anklage auch von Dritten erhoben werden. Die Ehefrau konnte das im umgekehrten Fall nicht. Wenn ein Vater seine noch im Haus wohnende Tochter beim Ehebruch ertappte, konnte er sie und den Ehebrecher straflos töten. Der Ehemann hatte ein solches Recht anfangs noch nicht. Ihm wurde aber zugestanden, den Ehebrecher zu töten, wenn dieser zu dem negativ hervorgehobenen Personenkreis gehörte, der im Gesetz aufgeführt war. In einem Gesetz der späten Kaiserzeit aber wurde auch er straflos gestellt, wenn er einen auf frischer Tat ertappten Ehebrecher tötete. Dies wurde allerdings in einem byzantinischen Gesetz von 542 wieder eingeschränkt.
Als Strafe für Ehebruch war der Tod durch das Schwert vorgesehen. Da aber eine Reihe von weiteren Gesetzen der Ehebrecherin jedes weitere eheliche Zusammenleben verbot, so hatten solche Normen nur Sinn, wenn die Frau noch längere Zeit weiterlebte. Daraus ist zu folgern, dass die schwere Strafandrohung auch bei Verurteilten nicht immer zur Vollstreckung führte. Auch wird wegen stark eingeschränkter verfahrensrechtlicher Voraussetzungen und zahlreicher Ausnahme-Tatbestände nur ein sehr kleiner Teil der Ehebrüche überhaupt Gegenstand von Gerichtsverfahren gewesen sein.
Erst im spätrömischen Recht war die Scheidung überhaupt durch Vorgabe von Scheidungsgründen eingeschränkt. Im Scheidungsgesetz des Theodosius (449) war grundsätzlich nicht nur der Ehebruch der Frau ein Scheidungsgrund, sondern auch der des Mannes. Im Detail gab es dabei weiter Ungleichheiten zu Ungunsten der Frau.
Im späteren süd- und mitteleuropäischen Recht hielt das römische Recht zum Ehebruch, vermittelt über die italienische Strafrechtsdoktrin, jahrhundertelang eine Tradition der Ungleichheit aufrecht. Unter seinem Einfluss standen zum Beispiel Art. 145 der Bambergensis und auch noch Art. 229, 230 Code civil und Art. 324 II, 337, 339 Code pénal. Nach den letzteren, unter persönlichem Einfluss Napoleons zustande gekommenen Normen war ein Ehebruch der Frau immer Scheidungsgrund. Ein Ehebruch des Mannes führte nur zur Scheidung, wenn der Mann seine Konkubine in der ehelichen Wohnung gehalten hatte. Strafrechtlich wurde ein Ehebruch der Frau härter bestraft als ein solcher des Mannes. Ein Ehemann, der seine in der Ehewohnung ertappte Frau oder deren Liebhaber auf der Stelle tötete, wurde dafür nicht bestraft. Für eine Ehefrau, die ihren Mann ertappte, gab es solch ein Strafprivileg nicht.
Dieser Tradition der Ungleichheit steht eine Tradition der Gleichheit gegenüber, die auf kanonisches Recht zurückgeht und in Teilen Deutschlands zum Beispiel in Art. 120 der Carolina von 1532 Aufnahme fand.

### Germanen
Bei den Germanen war der Ehebruch der Frau ein unter Umständen todeswürdiges Verbrechen. Zumindest musste sie damit rechnen, mit geschorenem Haar und unbekleidet durchs Dorf geprügelt zu werden. Moorleichen junger Frauen sind als hingerichtete Ehebrecherinnen interpretiert worden, wobei es sich bei der lange Zeit als Mädchen angesehenen Moorleiche von Windeby I, die zu den Paradebeispielen gehört, nach neuesten Untersuchungen um einen Jungen handelt. Nach dem Recht der Franken, dem ältesten niedergeschriebenen germanischen Recht, waren bis ins 11. Jahrhundert durch einseitigen Willen entstandene Raubehen im Gegensatz zum Ehebruch kein Rechtsbruch.

### Judentum
Die jüdische Tradition des Alten Testaments versteht Ehebruch als Einbruch von außen in eine etablierte eheliche Gemeinschaft. Ein Mann kann insofern die eigene Ehe nicht brechen, da nur die geschlechtliche Gemeinschaft einer verheirateten oder verlobten Frau mit einem anderen Mann als Ehebruch gilt – in diesem Fall werden jedoch beide als gleichermaßen schuldig befunden.
Nach Dtn 22,22  war die Strafe für den im Siebenten Gebot verbotenen Ehebruch die Steinigung für den in eine Ehe einbrechenden Mann und die untreue Ehefrau. In Leviticus hingegen war der Ehebruch nur dann strafbar, wenn es sich beim betrogenen Ehemann um einen Israeliten und nicht um einen Fremden handelte (Lev 20,10 ). Daher kam es im Falle Davids nicht zur Steinigung, sondern nur zum Skandal, weil Urija ein Hethiter war. In der Praxis kam es jedoch oft nur zur Scheidung: Der Mann verstieß seine Frau und heiratete eine andere oder er ließ sich wegen Ehebruchs von der Frau scheiden.

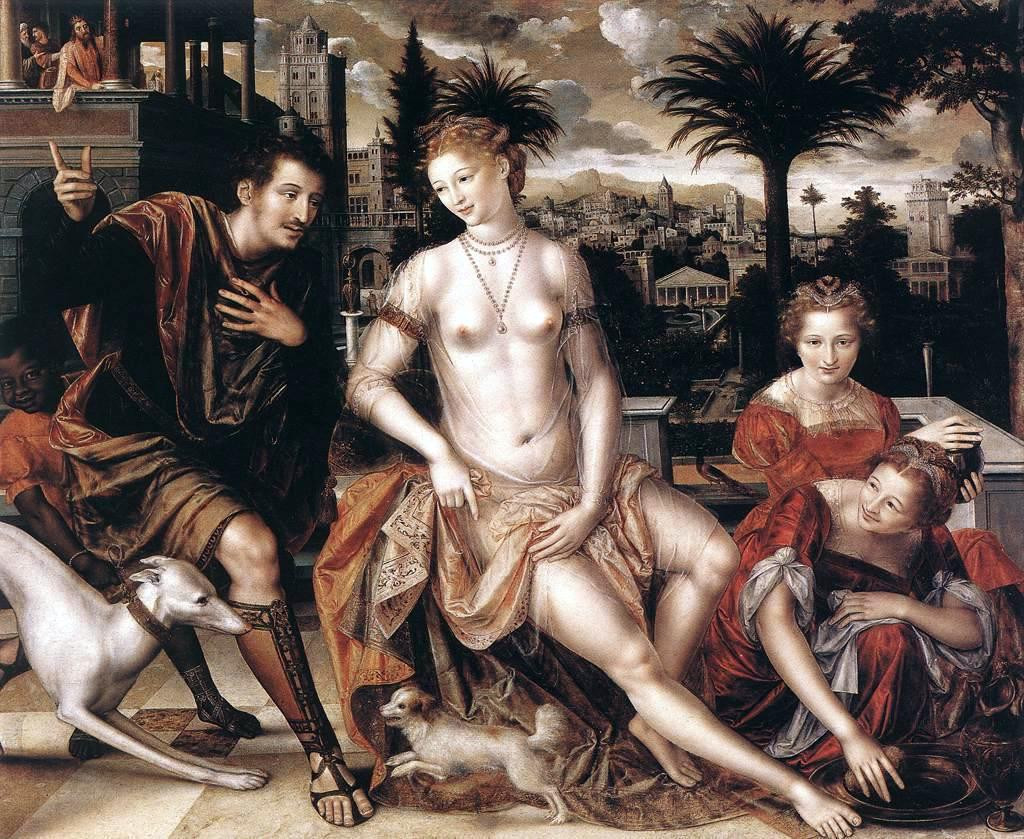
Jan Massys: David und Bathseba, 1562

Der Tanach überliefert die Geschichte von König David, der die verheiratete Batseba schwängert, während deren Ehemann Urija im Krieg ist. Um den Ehebruch zu kaschieren, versucht er, das Kind dem Ehemann unterzuschieben, indem er diesen zum Fronturlaub zu seiner Frau schickt. Urija lehnt allerdings aus Solidarität mit seinen weiter kämpfenden Kameraden ab, bei ihr zu schlafen. Letztlich lässt David Urija an die vorderste Front stellen, wo dieser getötet wird. David heiratet Batseba, wird aber vom Propheten Natan scharf angeklagt (2. Sam 11–12 ) und muss bereuen; das Kind stirbt kurz nach der Geburt. Die Ehe zwischen David und Batseba bleibt jedoch bestehen, das nächste Kind ist Salomo, der David später mit Zustimmung Natans auf den Thron nachfolgt.
In der Zeit des zweiten Tempels galt die Frau als potentielle Ursache des Ehebruchs – die Pharisäer beispielsweise achteten darauf, Frauen nicht zu berühren (einige sogar, sie möglichst nicht zu sehen).
Offener Ehebruch, beispielsweise die Beziehung zwischen Herodes Antipas und Herodias, galt unter gläubigen Juden in der Zeit des zweiten Tempels als Skandal.
Philon von Alexandria, ein um Christi Geburt lebender Denker des hellenistischen Judentums, ordnete die verstreuten mosaischen Gesetze den Dekaloggeboten zu, wobei das Gebot gegen Ehebruch folgendes umfasste: vorehelichen Geschlechtsverkehr, Inzest, Heirat mit Töchtern fremder Völker, Wiederheiratung desselben Partners nach vorheriger Scheidung, Berührung während der Menstruation, Heirat einer wissentlich unfruchtbaren Frau, gleichgeschlechtliche Handlungen sowohl mit Jünglingen als auch mit Männern, Effeminität von Männern, Eunuchen, Bestialität (Zoophilie) und Prostitution.

### Christentum

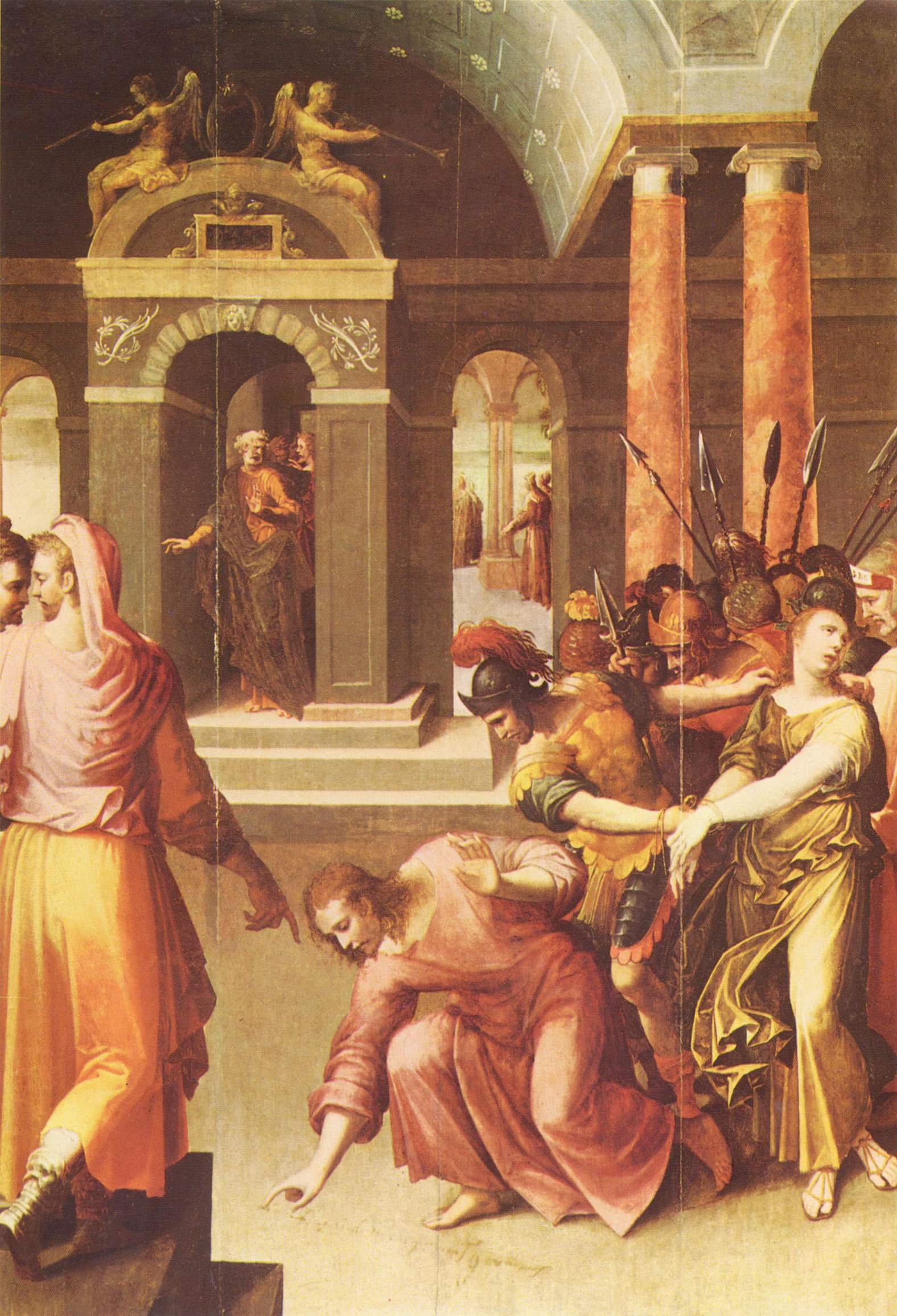
Henri Lerambert: Jesus und die Ehebrecherin, Ende 16. Jh.

In Johannes 8,2–11 (sogenannte Pericope Adulterae, vermutlich nicht ursprünglicher Teil des Johannesevangeliums) wird Jesus angesichts einer beim Ehebruch ertappten Frau gefragt, ob sie gesteinigt werden soll – ein Nein widerspräche dem Gesetz Mose, ein Ja ebenfalls, da nach 5. Mose 22,24 beide, die Frau und der Mann, gesteinigt werden sollen. Jesus antwortete: „Wer unter euch ohne Sünde ist, werfe den ersten Stein auf sie.“ Daraufhin verlassen die Kläger den Platz. Jesus sagt zur Frau: „Ich verurteile dich auch nicht. Sündige von jetzt an nicht mehr.“
In Markus 10,2–12 sagt Jesus öffentlich, dass die Trennung einer Ehe nicht im Willen Gottes für die Schöpfung liege – als Erläuterung dann wesentlich deutlicher, dass jede Scheidung im Grunde ein Ehebruch sei. Die entsprechende Passage des Matthäusevangeliums verurteilt die Scheidung „außer wegen Unzucht“.
Matthäusevangelium 5,27–32 steht: „Ihr habt gehört, dass gesagt worden ist: Du sollst nicht die Ehe brechen. Ich aber sage euch: Wer eine Frau auch nur lüstern ansieht, hat in seinem Herzen schon Ehebruch mit ihr begangen. Ferner ist gesagt worden: Wer seine Frau aus der Ehe entlässt, muss ihr eine Scheidungsurkunde geben. Ich aber sage euch: Wer seine Frau entlässt, obwohl kein Fall von Unzucht vorliegt, liefert sie dem Ehebruch aus; und wer eine Frau heiratet, die aus der Ehe entlassen worden ist, begeht ebenfalls Ehebruch.“
In der katholischen Kirche wird der fortgeführte Ehebruch als schwere Sünde angesehen, die unter anderem vom Empfang des Sakraments der Eucharistie ausschließt. Dieser Ausschluss kann durch die Versöhnung mit Gott im Bußsakrament mit der Absolution aufgehoben werden, was in diesem Fall die gleichzeitige Lösung der ehebrecherischen Bindung erfordert. Bei wiederverheirateten Geschiedenen wird das Zusammenleben wie „Bruder und Schwester“ akzeptiert, also ohne sexuelle Beziehung.
Die Ostkirchen erlaubten „schon sehr früh die Ehescheidung im Falle des Ehebruchs für den Unschuldigen“; ähnliche kirchlich anerkannte Möglichkeiten gab es lange Zeit hindurch auch in der lateinischen Kirche. Die Ostkirchen lehnen den Ehebruch ab, erlauben aber Geschiedenen eine ein- oder zweimalige Wiederverheiratung; allerdings wird diese im Vergleich zu einer ersten Ehe nach einem anderen Ritus vollzogen, bei dem nicht Festlichkeit, sondern Buße im Vordergrund steht.
Die gegenseitige Pflicht zur Treue in der Ehe ist in allen christlichen Kirchen bis heute unbestritten. Unterschiede gibt es in der Beurteilung des Schweregrads einer Verletzung dieser Pflicht und in den für diesen Fall geltenden Regeln. Diese unterscheiden sich heute weniger nach Konfessionen als nach konservativer oder liberaler Einstellung über Konfessionsgrenzen hinweg. So ist beispielsweise die Haltung von konservativen Katholiken und Evangelikalen vergleichbar; ebenso die Haltung von liberalen Katholiken und liberalen Protestanten.
Das Konzil von Trient schloss in seiner 24. Sitzung im Jahr 1563 „nach der Lehre des Evangeliums und des Apostels“ diejenigen aus der Kirche aus, die eine Wiederverheiratung im Falle des Ehebruchs für möglich hielten.

### Islam
Im klassischen islamischen Recht stellt Ehebruch keinen eigenen Straftatbestand dar. Die Grenze wird vielmehr zwischen „erlaubtem Geschlechtsverkehr“ (nikāḥ) und „unerlaubtem Geschlechtsverkehr“ (Zinā) gezogen. Unerlaubt ist Geschlechtsverkehr immer dann, wenn er außerhalb eines ehelichen Verhältnisses oder eines Konkubinats des Mannes mit der eigenen Sklavin stattfindet. Auch der Geschlechtsverkehr eines Unverheirateten gilt also als Zinā. Allerdings wird durch den Status des Ihsān eine Differenzierung eingeführt, die dazu führt, dass Verheiratete, denen dieser Status zugeordnet wird, beim Zinā schärfer bestraft werden als solche Personen, die noch nie rechtsgültig verheiratet waren. Während bei letzteren Zinā entsprechend Sure 24:2 nur mit Auspeitschung bestraft wird, ist bei denjenigen, die verheiratet waren oder sind, nach weit überwiegender Meinung der Rechtsgelehrten auf Steinigung zu erkennen. Grundlage für diese strafrechtliche Regelung sind verschiedene Überlieferungen, wonach der Prophet einen verheirateten Mann, der sich des Zinā schuldig gemacht hatte, steinigen ließ, sowie der Steinigungsvers.
Damit es zu einer Verurteilung wegen Zinā kommt, bedarf es nach klassischer Lehre eines vierfachen freiwilligen Geständnisses des Delinquenten bzw. der Delinquentin oder vier glaubwürdiger männlicher Zeugen, die den genitalen Kontakt in unverhüllter Form beobachtet haben. Ein Ehemann, der seine Frau des Ehebruchs verdächtigt, kann anstelle der vier Zeugen einen vierfachen Verfluchungsschwur (liʿān) zu ihren Lasten ablegen. Hierbei muss er viermal bezeugen, dass er die Wahrheit spricht, und beim fünften Mal den Zorn Gottes auf sich herabrufen, falls er die Unwahrheit sagt. Die Ehefrau kann sich von der Wirkung dieses Eides nur dadurch befreien, indem sie ihrerseits viermal beeidet, dass ihr Mann lügt, und beim fünften Mal schwört, dass sie der Zorn Gottes treffen solle, wenn ihr Mann die Wahrheit gesagt haben sollte (Q 24:6–9). Die Ehe zwischen den beiden gilt nach einem solchen Vorgang allerdings als aufgelöst. Falls die Frau schwanger ist, wird das Kind ihr zugeordnet.

## Rechtliches

### Europäische Menschenrechtskonvention
Im September 2010 entschied der Europäische Gerichtshof für Menschenrechte, dass Ehebruch durch Angestellte einer Kirche oder Glaubensgemeinschaft nur in Ausnahmefällen deren Kündigung rechtfertigt.

### Deutschland

#### Vor 1949
Im Allgemeinen Landrecht für die Preußischen Staaten, das seit 1794 in weiten Teilen des deutschsprachigen Raumes galt, war Ehebruch neben der „böslichen Verlassung“, der „Versagung der ehelichen Pflicht“, dem „Unvermögen“, „Raserey und Wahnsinn“ und verschiedenen anderen die wichtigste Belastung, auf deren Grundlage eine Ehescheidung beantragt werden konnte:

„Ursachen zur Ehescheidung
1) Ehebruch.
§. 669. Doch sollen Ehescheidungen nicht anders als aus sehr erheblichen Ursachen statt finden.
§. 670. Ehebruch, dessen sich ein Ehegatte schuldig macht, berechtigt den unschuldigen Theil, auf Scheidung zu klagen.
§. 671. Wenn aber die Frau sich des Ehebruchs schuldig gemacht hat: so kann sie, unter dem Vorwande, daß dem Manne ein gleiches Versehen zur Last falle, der Scheidung nicht widersprechen.
§. 672. Sodomiterey, und andere unnatürliche Laster dieser Art, werden dem Ehebruche gleich geachtet.
§. 673. Eben das gilt von unerlaubtem Umgange, wodurch eine dringende Vermuthung der verletzten ehelichen Treue begründet wird.
§. 674. Bloßer Verdacht ist zur Trennung der Ehe nicht hinreichend.
§. 675. Ist jedoch scheinbarer Anlaß zu einem solchen Argwohne vorhanden, so muß dem beschuldigten Ehegatten, auf Anrufen des andern, der fernere Umgang mit der verdächtigen Person gerichtlich untersagt werden.
§. 676. Setzt derselbe, dieses Verbots ungeachtet, einen vertrauten Umgang mit der verdächtigen Person fort; so ist dieses ein erheblicher Grund zur Ehescheidung.“

Nach § 25 desselben Gesetzbuches durften Personen, die wegen Ehebruchs geschieden worden waren, die Person, mit der sie den Ehebruch begangen hatten, nicht heiraten. Nach § 1046 konnten Frauen, die wegen Ehebruchs geschieden worden waren, im Gegensatz zu unbescholtenen Frauen im Falle einer Schwängerung von deren Urheber keinen Schadensersatz verlangen.
Ehebruch war nach dem Allgemeinen Landrecht für die Preußischen Staaten auch strafbar:

„Ehebruch.
§. 1061. Ein jeder Ehebruch wird, jedoch nur auf Antrag des beleidigten Ehegatten, mit den im Ersten Titel §. 766. sqq. geordneten Strafen geahndet.
§. 1062. Wird durch dergleichen Verbrechen eine Ehe wirklich getrennt: so soll der Ehemann, welcher sich dessen mit einer ledigen Weibsperson schuldig gemacht hat, willkührliche Gefängnißstrafe leiden.
§. 1063. Hat aber eine Ehefrau, durch den mit einer ledigen Mannsperson getriebenen Ehebruch, zur Trennung der Ehe Anlaß gegeben: so soll gegen sie Gefängniß- oder Zuchthausstrafe auf drey bis sechs Monathe statt finden.
§. 1064. Sind in gleichem Falle beyde den Ehebruch begehende Theile verheirathet gewesen: so haben beyde sechsmonathliche bis einjährige Gefängniß- oder Zuchthausstrafe verwirkt.
§. 1065. In allen Fällen, wo auf gewisse Arten der Unzucht Criminalstrafen verordnet sind, müssen selbige geschärft werden, wenn das Verbrechen von einer verheiratheten Person begangen worden.“

Das preußische Strafgesetzbuch von 1851 bedrohte in § 140 den Ehebruch mit Gefängnis von vier Wochen bis zu sechs Monaten. Damit wurde in Preußen für Frauen und Männer die gleiche Strafe angedroht.
Im Deutschen Reich war der Ehebruch seit 1871 im 13. Abschnitt des Reichsstrafgesetzbuches („Verbrechen und Vergehen wider die Sittlichkeit“) geregelt:

„§. 172.
Der Ehebruch wird, wenn wegen desselben die Ehe geschieden ist, an dem schuldigen Ehegatten, sowie dessen Mitschuldigen mit Gefängniß bis zu sechs Monaten bestraft.
Die Verfolgung tritt nur auf Antrag ein.“

In dem 1900 in Kraft getretenen BGB, das das Scheidungsrecht im Deutschen Reich vereinheitlichte, regelte § 1565 die Scheidung wegen Ehebruchs.
§ 1312 legte fest, dass der wegen Ehebruchs Geschiedene, den Mitschuldigen nicht heiraten durfte; es konnte aber Befreiung von dieser Vorschrift gewährt werden.
Diese Regelungen wurden inhaltlich unverändert in § 47 und § 9 Ehegesetz 1938 und § 42 und § 6 Ehegesetz 1946 übernommen.

#### Bundesrepublik
In der Bundesrepublik Deutschland war bis zum 31. August 1969 der aus dem Reichsstrafgesetzbuch übernommene § 172 StGB in Kraft. Im Zuge der Großen Strafrechtsreform wurde dieser Paragraph ersatzlos gestrichen. Ehebruch wird in der Bundesrepublik seitdem nicht mehr strafrechtlich sanktioniert. Zuvor war in der Diskussion über die Große Strafrechtsreform von den Unionsparteien ein Antrag eingebracht worden, der mit der Begründung einer „sittenprägenden und sittenerhaltenden Wirkung“ die angedrohte Gefängnisstrafe verdoppeln sollte, der jedoch letztlich nicht verwirklicht wurde.
Das im § 6 Ehegesetz 1946 enthaltene Verbot einer Eheschließung des wegen Ehebruchs Geschiedenem und dem Mitschuldigen wurde 1976 aufgehoben.
Seit dem 1. Juli 1977 ist durch das Erste Gesetz zur Reform des Ehe- und Familienrechts auch die Schuldfrage bei Scheidungen entfallen und somit Ehebruch kein Grund für eine solche mehr. Grundsätzlich entscheidend ist nur noch, ob die Ehegatten seit längerem getrennt leben. Nur durch sehr schwere Fälle von Ehebruch gehen Ansprüche auf Unterhalt verloren. Generell kann allenfalls die Unterlassung von Ehebruch in der gemeinsamen Wohnung des Ehepaares zivilrechtlich durchgesetzt werden.
Bei der Bundeswehr gibt es das Dienstvergehen Einbruch in Kameradenehe, wobei seit 2019 – entgegen der älteren Rechtsprechung des Bundesverwaltungsgericht – nicht jeder Einbruch in eine Kameradenehe zugleich einen Verstoß gegen die außerdienstliche Wohlverhaltenspflicht darstellt.

#### DDR
Das Scheidungs- und Scheidungsfolgenrecht war seit der EheVO von 1955 verschuldensunabhängig geregelt, Ehebruch damit kein Scheidungsgrund und keine Straftat (vgl. § 172 Reichsstrafgesetzbuch oben) mehr.
Diese Regelungen wurden auch in das Familiengesetzbuch (FGB) von 1965 übernommen.
In dem am 1. Juli 1968 in Kraft getretenen Strafgesetzbuch der DDR waren in bewusster Abgrenzung gegenüber Westdeutschland die Tatbestände der Kuppelei, Homosexualität unter Erwachsenen sowie Ehebruch nicht mehr enthalten.

### Schweiz
Aus dem Strafgesetzbuch ist der Ehebruch (Art. 214 StGB) seit dem Jahr 1989 gestrichen, was im Kanton Genf schon im Jahr 1875 vorübergehend erfolgt war.
Die Ehescheidung wegen Ehebruchs war bis 1999 im Art. 137 Zivilgesetzbuch geregelt, seit der Abschaffung des Schuldprinzips im Jahr 2000 kommt es darauf aber nicht mehr an.

### Österreich

#### Geschichte
Im Hochmittelalter drohte in Wien die Todesstrafe durch Pfählung, wenn nicht nur der ehebrechende Mann verheiratet war. Im ersten gesamtösterreichischen Gesetzbuch, der Constitutio Criminalis Theresiana von 1768 (Art. 77) war es noch ein Offizialdelikt, seit dem Josephinischen Strafgesetz von 1787 (2. Teil, §§ 44–46) war es ein Antragsdelikt.
Im Strafgesetz von 1852, das im Wesentlichen eine Neuauflage des Strafgesetzes von 1803 bildete, war der Ehebruch in § 502 geregelt:

„§. 502. Ehebruch. Strafe.
Eine verheirathete Person, die einen Ehebruch begeht, wie auch eine unverheirathete, mit welcher ein Ehebruch begangen wird, ist einer Uebertretung schuldig, und mit Arrest von einem bis zu sechs Monaten, die Frau aber alsdann strenger zu bestrafen, wenn durch den begangenen Ehebruch über die Rechtmäßigkeit der nachfolgenden Geburt ein Zweifel entstehen kann.“

Bis 1971 konnten gemäß § 525 auch andere „Verletzungen der ehelichen Treue“ wie Ehebruch (der nur bei Beischlaf vorlag) bestraft werden.
Vom 1. Januar 1975 bis 28. Februar 1997 war der Ehebruch im Strafgesetzbuch folgendermaßen geregelt:

„Ehebruch
§ 194. (1) Wer seine oder eine fremde Ehe bricht, ist mit Freiheitsstrafe bis zu sechs Monaten oder mit Geldstrafe bis zu 360 Tagessätzen zu bestrafen.
(2) Der Täter ist nur auf Verlangen des verletzten Ehegatten zu verfolgen. Dieser ist zu einem solchen Verlangen nicht berechtigt, wenn er dem Ehebruch zugestimmt oder ihn absichtlich ermöglicht oder erleichtert hat oder wenn die eheliche Gemeinschaft zur Zeit der Tat seit einem Jahr aufgehoben war. Eine Verzeihung beseitigt das Verfolgungsrecht des Verletzten nur gegenüber dem Beteiligten, dem der Ehebruch verziehen worden ist.
(3) Die Strafe ist gegen den Ehegatten nicht zu vollstrecken, wenn der verletzte Ehegatte erklärt, weiter mit ihm leben zu wollen.“

Die Scheidung wegen Ehebruchs war seit 1938 aufgrund § 47 Ehegesetz möglich. Bis 1983 verbot § 9 dem wegen Ehebruchs Geschiedenen den Mitschuldigen zu heiraten; Befreiung von dieser Vorschrift war möglich.

#### Gegenwart
Als einer der letzten Staaten Europas strich Österreich im Jahr 1997 den Ehebruch aus dem Strafgesetzbuch.
Im Jahr 2000 wurde der § 47 Ehegesetz aufgehoben, seitdem ist die Ehescheidung wegen Ehebruchs im § 49 Ehegesetz enthalten.

### Liechtenstein
Im Strafgesetzbuch wird der Ehebruch nicht erwähnt.
In Ehegesetz (Liechtenstein) wurde 1974 durch Art. 58 die Scheidung wegen Ehebruchs zugelassen, seit der Abschaffung des Schuldprinzips bei der Scheidung 1999 kommt es darauf aber nicht mehr an.

### USA
In den Vereinigten Staaten ist das Strafrecht nicht einheitlich geregelt. Die einzelnen Bundesstaaten haben ihr jeweils eigenes Strafrecht.

#### Geschichte
In Texas war es nach dem Artikel 1220 des Texas Penal Code (texanisches Strafgesetzbuch) bis zu dessen Änderung im Jahr 1973 einem Mann gewährt, den Liebhaber der Frau während ihres Seitensprungs zu töten.

#### Gegenwart
In rund zwei Dutzend Staaten der USA ist Ehebruch ein Vergehen oder Verbrechen, wird aber selten verfolgt. In Michigan drohten bei Ehebruch bis zu vier Jahren Freiheitsstrafe, in Oklahoma bis zu fünf Jahren.
In Maryland steht auf Ehebruch eine Geldbuße von 10 US-Dollar. In den US-Streitkräften wird Ehebruch geahndet, wenn er die Disziplin beeinträchtigt.
Die Hälfte der Ehemänner sowie ein Viertel der Ehefrauen gab Anfang der 1950er Jahre Ehebruch zu, und inzwischen besteht ein Gleichgewicht. Rund ein Zehntel der Ehepaare in den USA führt einvernehmlich eine offene Ehe.
In sechs Bundesstaaten (Stand: 2019) bestehen allerdings Gesetze, auf deren Basis Gerichte im Falle des Scheiterns einer Ehe „wegen unrechtmäßigem oder böswilligem Handeln“ Schadensersatzforderungen auf Grund von „Alienation of Affection“ anerkennen, die gegebenenfalls mehrere Millionen US-Dollar betragen können.

### Vorderer Orient und Nordafrika
Die Rechtssituation in den Ländern des Vorderen Orients und Nordafrikas ist sehr unterschiedlich. In einigen Staaten und Regionen mit islamischem Rechtssystem, in denen die Hadd-Strafen angewandt werden, darunter Afghanistan, Iran, Saudi-Arabien, Sudan, Pakistan, Jemen und Mauretanien steht auf Ehebruch, das im Sinne des klassischen islamischen Rechts als Zinā im Ihsān-Zustand interpretiert wird, die Steinigung, wobei diese Strafe teilweise auch vollstreckt wird. Steinigungen ohne Urteil sind auch aus anderen Ländern wie Irak und Somalia bekannt geworden.
Das jordanische Strafgesetzbuch unterscheidet in seiner Fassung von 2011 zwischen Zinā bei Verheirateten und Zinā bei Unverheirateten. Auf Zinā des Verheirateten, also Ehebruch, steht nach Art. 282, Abs. 2 eine Haftstrafe von zwei bis drei Jahren. Wenn der Ehebruch am ehelichen Wohnsitz begangen wurde, beträgt die Haftstrafe in jedem Fall drei Jahre (Art. 282, Abs. 3). Als Beweise sind anerkannt das Ertappen des Delinquenten bzw. der Delinquentin bei der Tat, ein Schuldeingeständnis vor Gericht oder Dokumente, die die Tat eindeutig beweisen (Art. 283). Die Strafverfolgung darf aber nur aufgenommen werden, wenn der noch verheiratete Ehepartner Klage erhoben hat (Art. 284, Abs. 1). Damit die Klage gültig ist, muss sie in einem Zeitraum bis zu drei Monaten nach Kenntniserlangung von der Tat und bis zu einem Jahr nach dem Vorfall erhoben werden (Art. 284, Abs. 2). Der Ehemann, der seine Frau beim Ehebruch in flagranti ertappt und sie oder ihren Partner tötet oder verletzt, kommt in den Genuss einer Strafmilderung (Art. 340, Abs. 1). Das Gleiche gilt für die Ehefrau, die ihren Ehemann beim Ehebruch in flagranti ertappt und gegen ihn oder seine Partnerin vorgeht (Art. 340, Abs. 2).
In anderen Ländern, in denen im 20. Jahrhundert westlich orientierte Strafgesetzbücher eingeführt wurden, wird Zinā nicht mehr im Sinne des klassischen islamischen Rechts verwendet, sondern als Übersetzung für das westliche Rechtskonzept des Ehebruchs. In Ägypten ist Zinā/Ehebruch weiter strafbar, wobei allerdings zwischen Männern und Frauen unterschieden wird. Bei Frauen steht auf Ehebruch eine Haftstrafe von bis zu zwei Jahren, Männer werden dagegen nur mit bis zu sechs Monaten Haft bestraft und auch nur dann, wenn sie den Ehebruch am ehelichen Wohnsitz begangen haben. In Marokko sieht das Strafgesetzbuch zwischen ein und zwei Jahren Haft vor (Art. 491), wobei aber die strafrechtliche Verfolgung nur auf Antrag des anderen Ehepartners aufgenommen werden kann, und bei Rückzug der Klage wieder eingestellt werden muss; wird die Klage nach Verurteilung zurückgezogen, so wird das Urteil nicht vollstreckt (Art. 492). Das Gesetz unterscheidet nicht zwischen Männern und Frauen. Marokkanische Menschenrechtsvereine fordern die völlige Streichung des Ehebruchparagraphens.
In Tunesien hat der Ehepartner wie in Jordanien die Möglichkeit der Ehebruchsklage. Der Anspruch auf eheliche Treue endet nicht mit der rechtskräftigen Scheidung, sondern erst mit Ablauf der gesetzlichen Wartezeit. Eine Ehebruchsklage zieht in der Regel eine strafrechtliche Verfolgung nach sich. Voraussetzung ist allerdings ein anerkannter Beweis für das Fehlverhalten wie das Ertappen in flagranti, Zeugenaussagen, Schriftstücke oder Schuldeingeständnisse. In der Regel ist aber der Nachweis der ehelichen Untreue schwierig. Die Ehebruchsklage kann in jeder Phase des Rechtsprechungsprozesses zurückgezogen werden. Nimmt einer der Ehepartner seinen Ehebruchsvorwurf zurück, wird auch die strafrechtliche Verfolgung unterbrochen.
In der Türkei ist Zinā/Ehebruch nur noch im Scheidungsrecht relevant. Das Türkische Zivilgesetzbuch, das sich an das Schweizer Zivilgesetzbuch anlehnt, führt es unter den besonderen Scheidungsgründen auf (siehe Türkisches Scheidungsrecht). Die AKP-Regierung wollte 2004 Ehebruch per Gesetz unter Strafe stellen, musste allerdings aufgrund des großen Widerstands der türkischen Öffentlichkeit und des politischen Drucks von Seiten der EU-Länder wieder davon Abstand nehmen.

### Ost- und Südasien
In der Volksrepublik China gibt es für Ehebruch keine rechtliche Regelung.
In Indien war Ehebruch zwischen 1860 und 2018 strafbar. Demnach drohte Männern, die mit verheirateten Frauen schliefen und deren Ehemann damit nicht einverstanden war, eine bis zu fünfjährige Haftstrafe. 2018 erklärte der Oberste Gerichtshof Indiens das Gesetz aufgrund der Gleichberechtigung von Frau und Mann als verfassungswidrig.
Auf den Philippinen – als Beispiel eines katholisch geprägten Staates – steht Ehebruch unter Strafe, aber selbst führende Politiker zeigen sich öffentlich abwechselnd mit ihrer Ehefrau und einer Geliebten. Scheidungen sind gemäß der Verfassung nur der muslimischen Minderheit erlaubt.
Im Februar 2015 hob das höchste Gericht Südkoreas die Strafbarkeit des Ehebruchs auf, nachdem es die Bestrafung für verfassungswidrig erklärt hatte.

## Psychologisches
Nach Auffassung der Sexualtherapeuten Masters und Johnson kann sich bei Männern und Frauen nach einer gewissen Ehedauer ein Gefühl der „blockierten Entwicklung des Selbst“ einstellen. Hinter außerehelichem Sex verberge sich daher häufig die „Suche nach Identität.“ Der Psychoanalytiker Theodor Reik vermutet hinter dem Ehebruch unbewusste inzestuöse Wünsche und erklärt mit ihnen das häufige Auftreten von Schuldgefühlen im Zusammenhang mit dem Ehebruch. In seiner Schrift Mann und Frau schreibt Reik: „Schuldgefühle wegen Ehebruchs lassen sich immer auf inzestuöse Wünsche zurückführen, weil sich die sexuellen Begierden zuerst auf ein verbotenes Objekt und eine verbotene Beziehung richteten. Diese Begierden haben daher eine verhaltensformende Bedeutung. Der besondere Stimulus des Schuldgefühls, das sich mit illegitimen Beziehungen verbindet, hat seine Wurzel in diesen anfänglichen inzestuösen Wünschen (...) Männer müssen mit dem Problem eines unsichtbaren Feindes fertig werden, der ihre gesetzlosen sexuellen Wünsche verurteilt und verbietet. Der Prototyp dieser sich einmischenden Person ist natürlich der Vater, den sie beseitigen (unbewußt töten) müssen, um das begehrte Objekt zu erreichen.“

## Ehebruch in der Kunst und in den Medien
Ehebruch ist ein sehr häufiges Thema in der Literatur; zu den bedeutendsten Beispielen zählen Gustav Flauberts Roman Madame Bovary (1856), Lew Tolstois Roman Anna Karenina (1877/1878) und Theodor Fontanes Roman Effi Briest (1894–1895). Siehe auch: Ehebruch in der Literatur.
Vergleichbar häufig ist der Ehebruch als Thema im Spielfilm. Ein einschlägiges Beispiel ist Rom, Station Termini (Italien 1953, Regie: Vittorio de Sica).